# Othmar Schmalz
Othmar V. Schmalz (Nesslau, 27 agosto 1903 – 6 novembre 1966) è stato un pallanuotista svizzero.
Ha fatto parte della Svizzera che ha partecipato ai Giochi di Amsterdam 1928.